# シニョリネッタ
シニョリネッタ (Signorinetta) はイギリスの競走馬。1908年のエプソムダービーで100対1のオッズを覆し、牝馬として史上4頭目の優勝馬となり、さらに2日後のエプソムオークスも連覇した。後述する出生の逸話によっても知られている。

## 経歴

### 誕生までの経緯
シニョリネッタの生産者、馬主、調教師を兼ねたチェバリエル・エドアルド・ジニストレーリは、イタリアで小さな厩舎を営んでいたが、1880年よりイギリスに渡り、数頭規模の厩舎兼牧場を開業していた。1886年、ジニストレーリはイタリアから連れてきた平凡な牝馬にセントサイモンを種付けし、翌年牝馬が誕生した。この牝馬はシニョリーナと名付けられ、競走馬としてデビュー以来9連勝を記録、ランカシャープレート等を制する活躍馬となった。引退後は大牧場からの買い取りの申し入れもあったがジニストレーリはこれを断り、自らの牧場に繋養した。
ジニストレーリの期待と裏腹にシニョリーナは母となってからは非常に仔出しが悪く、流産や不受胎を繰り返した。だがジニストレーリは辛抱強く交配を続け、繁殖入りしてから10年後の1902年、ようやく初仔の牡馬が誕生した。この牡馬はシニョリーノと名付けられ、競走馬として挙げた勝利は1勝に留まったが、2000ギニー2着、エプソムダービー3着と非凡な能力を示した。しかしシニョリーノの翌年に誕生した牝馬は競走馬となる前に死亡、その翌年は不受胎となり、1904年の種付けシーズンを迎えた。
ジニストレーリの厩舎兼牧場にはシャルルーという種牡馬が繋養されており、日課の運動時にシニョリーナが放牧されているパドックの脇を通り掛かると、互いにいななき合い、グルーミングを交わすなど非常に仲が良かった。これを見守っていたジニストレーリは「この二頭は好き合っている」と感じ、予定していたシリーンの種付け権が手に入らなかったこともあり、駄目で元々という気でこの2頭を交配させた。その交配も種付け場では行われず、シニョリーナのパドックにシャルルーを放すという単純な方法が取られた。

### シニョリネッタ
この交配は無事に受胎し、翌年牝馬が誕生。健康に育ち、シニョリネッタと名付けられて競馬場に送り出された。しかしその見栄えはさほど芳しくなく競走馬としても凡庸で、初勝利には6戦を要した。1000ギニー、2000ギニーでも大敗した後、ニューマーケットステークス5着を挿んでエプソムダービーを迎えたが、オッズは100対1の最低人気だった。しかしレースでは直線半ばで先頭に立ち、そのまま2着プリマーに2馬身の差を付けて勝利。史上4頭目のダービー牝馬となった。正装した多くの貴族や名士が驚きをもって見守る中、ジニストレーリは普段の厩務作業の服装に麦藁のパナマ帽という出で立ちでシニョリネッタを迎えた。ニューヨーク・タイムズはこれを「クラシック優勝馬の馬主がこのような格好で愛馬を迎えるのは、これが初めてだろう」と伝えている。
2日後、勢いに乗ったシニョリネッタはエプソムオークスも制し、史上3頭目のダービー・オークス連覇も果たした。この時イギリス国王エドワード7世が貴賓席から姿を現し、ジニストレーリに直々に賞賛を送っている。
シニョリネッタはこの後勝利を挙げることなく3歳で引退し、ジニストレーリの牧場で繁殖牝馬となった。しかし3年後の1911年、ジニストレーリが高齢によりイタリアに帰国することとなり、シニョリネッタはローズベリー伯爵に引き取られた。その身柄が引き渡された際、ジニストレーリの姿が見えなくなるとシニョリネッタは落ち着きを失い暴れ出したが、ローズベリー伯の厩務員がジニストレーリから譲り受けた煙草の匂いを嗅がせると、落ち着きを取り戻したという。
以後シニョリネッタは繁殖牝馬として1頭のステークスウイナーを出したが、他に目立った産駒は残せず1916年に11歳で死亡した。イタリアに帰国したジニストレーリも1920年に同地で死去している。

## 血統
半兄シニョリーノはジニストレーリと共にイタリアに帰国後種牡馬となり、5頭のデルビーイタリアーノ（イタリアダービー）優勝馬を始め、多くの活躍馬を輩出する名種牡馬となった。一方のシニョリネッタの母系はアメリカに渡った産駒によって伝えられ、5代孫には1957年の米チャンピオンハンデキャップ牝馬パッカーアップがおり、現在でも細々とその血脈が守られている。
| シニョリネッタの血統（マッチェム系 / Voltigeur5*4×5=12.5%） | シニョリネッタの血統（マッチェム系 / Voltigeur5*4×5=12.5%） | シニョリネッタの血統（マッチェム系 / Voltigeur5*4×5=12.5%） | （血統表の出典）      | （血統表の出典） |
| 父 Chaleureux 1894 イギリス 鹿毛                            | 父の父Goodfellow 1887 イギリス 鹿毛                         | Barcaldine                                                  | Solon                 | Solon            |
| 父 Chaleureux 1894 イギリス 鹿毛                            | 父の父Goodfellow 1887 イギリス 鹿毛                         | Barcaldine                                                  | Ballyroe              |                  |
| 父 Chaleureux 1894 イギリス 鹿毛                            | 父の父Goodfellow 1887 イギリス 鹿毛                         | Ravissante                                                  | Clanronald            | Clanronald       |
| 父 Chaleureux 1894 イギリス 鹿毛                            | 父の父Goodfellow 1887 イギリス 鹿毛                         | Ravissante                                                  | Makeshift             |                  |
| 父 Chaleureux 1894 イギリス 鹿毛                            | 父の母Lete 1853 イギリス 栗毛                               | John Davis                                                  | Voltigeur             | Voltigeur        |
| 父 Chaleureux 1894 イギリス 鹿毛                            | 父の母Lete 1853 イギリス 栗毛                               | John Davis                                                  | Jamaica               |                  |
| 父 Chaleureux 1894 イギリス 鹿毛                            | 父の母Lete 1853 イギリス 栗毛                               | Fandango Mare                                               | Fandango              | Fandango         |
| 父 Chaleureux 1894 イギリス 鹿毛                            | 父の母Lete 1853 イギリス 栗毛                               | Fandango Mare                                               | Sleight of Hand Mare  |                  |
| 母 Signorina 1887 イギリス 鹿毛                             | 母の父St. Simon 1881 イギリス 鹿毛                          | Gallopin                                                    | Vedette               | Vedette          |
| 母 Signorina 1887 イギリス 鹿毛                             | 母の父St. Simon 1881 イギリス 鹿毛                          | Gallopin                                                    | Flying Dutches        |                  |
| 母 Signorina 1887 イギリス 鹿毛                             | 母の父St. Simon 1881 イギリス 鹿毛                          | St. Angela                                                  | King Tom              | King Tom         |
| 母 Signorina 1887 イギリス 鹿毛                             | 母の父St. Simon 1881 イギリス 鹿毛                          | St. Angela                                                  | Adeline               |                  |
| 母 Signorina 1887 イギリス 鹿毛                             | 母の母Star of Portici 1871 イタリア 鹿毛                    | Hier At Law                                                 | Newminster            | Newminster       |
| 母 Signorina 1887 イギリス 鹿毛                             | 母の母Star of Portici 1871 イタリア 鹿毛                    | Hier At Law                                                 | The Hairess           |                  |
| 母 Signorina 1887 イギリス 鹿毛                             | 母の母Star of Portici 1871 イタリア 鹿毛                    | Verbena                                                     | De Ruyter             | De Ruyter        |
| 母 Signorina 1887 イギリス 鹿毛                             | 母の母Star of Portici 1871 イタリア 鹿毛                    | Verbena                                                     | Singleton LassF-No.23 |                  |

## 備考
1. ↑  互いのたてがみを噛み合い友好を示すウマの社会行動。
2. ↑  後にジニストレーリは「無限の愛の共鳴」と表現している。
3. ↑  ニューヨーク・タイムズは「この数字さえ形式ばかりのものであった」と伝えている。